# Acronicta obscurior
Acronicta obscurior là một loài bướm đêm trong họ Noctuidae.